# Нери, Ана

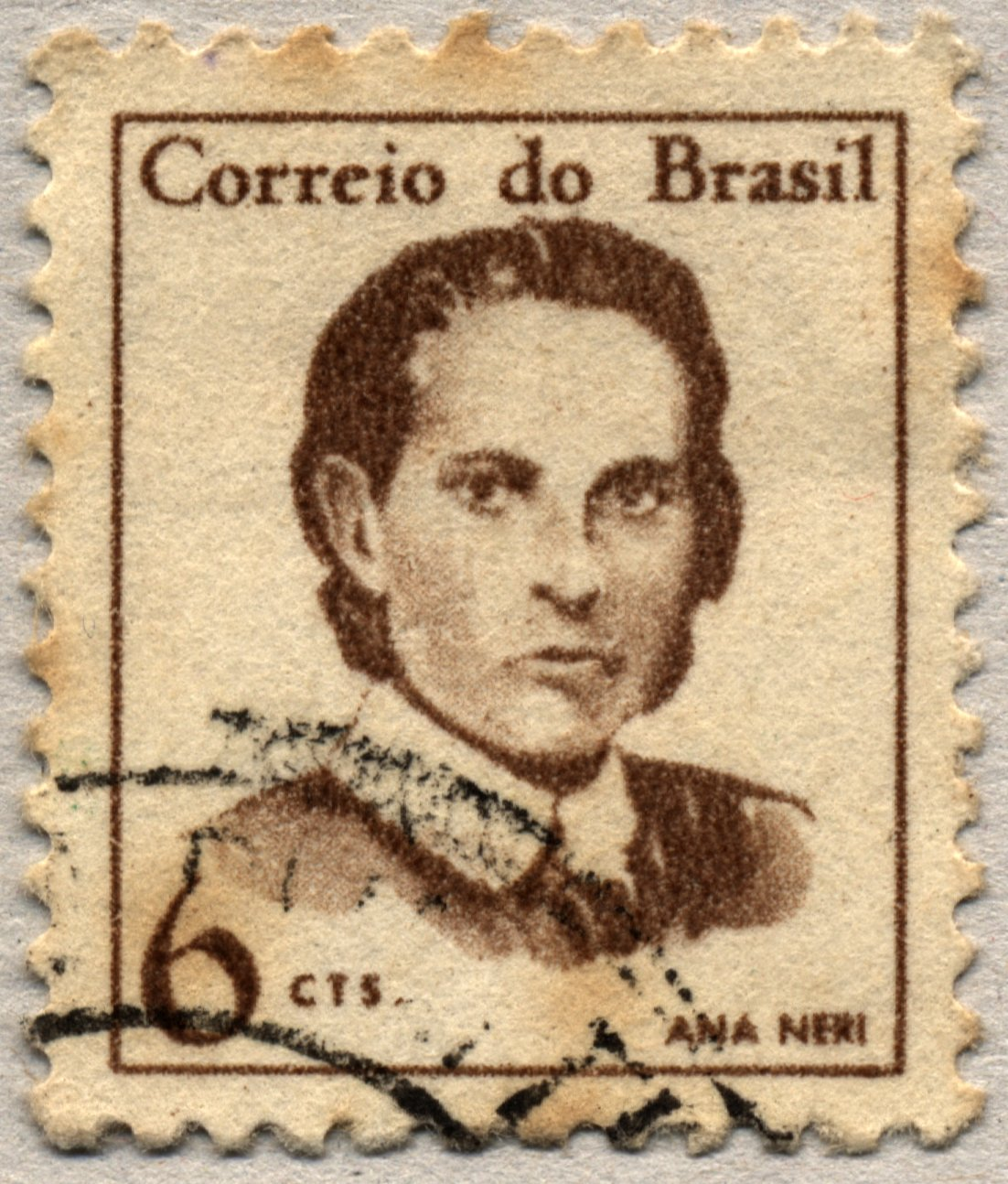
Почтовая марка Бразилии, посвящённая Ане Нери. 1967

Ана Юстина Феррейра Нери (до замужества — Феррейра) (порт. Ana Justina Ferreira Néri ; 13 декабря 1814, Кашуэйра Колониальная Бразилия — 20 мая 1880, Рио-де-Жанейро, Бразильская империя) — национальная героиня Бразилии. Считается первой в Бразилии медсестрой.

## Биография
В 1837 году вышла замуж за командующего флотом Исидоро Антониу Нери. В возрасте 29 лет стала вдовой, на её попечении остались три сына.
После начала Парагвайской войны (1864—1870) союза Бразилии, Аргентины и Уругвая против Парагвая её сыновья ушли в армию. Ана Нери обратилась с письмом к губернатору Баии с просьбой позволить её заботиться о раненых солдатах Тройственного союза. Получив разрешение, присоединилась к армейскому медицинскому корпусу. Работала в госпиталях, оказала помощь более чем 6000 раненных солдат.
Будучи богатой женщиной, на свои средства основала дом престарелых в столице Парагвая и работала там самоотверженно до конца войны. Её сын и племянник, сражавшиеся добровольцами, погибли в бою.
В конце войны в 1870 году, Ана вернулась в Бразилию и получила несколько наград за свою гуманитарную деятельность. Указом императора Бразилии Педру II ей была назначена пожизненная пенсия, которую Ана использовала для обучения четырех детей-сирот, которых она привезла с собой из Парагвая.
В знак её заслуг в декабре 2009 года, Ана Нери была объявлена Национальным героем Бразилии.